# Храм Великомученика Димитрия Солунского (Толба)
Храм великомученика Димитрия Солунского — восстанавливаемый православный храм в селе Толба Сергачского района Нижегородской области. Входит в состав Сергачского благочиннического округа Лысковской епархии.
Всего в Лысковской епархии насчитывается два храма в честь Димитрия Солунского. Второй храм расположен в селе Можаров Майдан Пильнинского района и заново построен в 2001—2006 годах.

## История строительства
Деревянная церковь в честь великомученика Димитрия Солунского была построена в 1620 году. После пожара 1820 года на средства жителей села была построена каменная церковь. После закрытия храма в 1936 году клир был распущен. 
Настоятелем с 5 июля 2010 года назначен иерей Димитрий Боголюбов, который к этому времени был настоятелем церкви Иоанна Милостивого города Сергач..
18 июля 2010 года в храме состоялось первое за 70 лет богослужение. На водосвятном молебне, который совершил настоятель, присутствовало более 50 человек. По словам отца Димитрия: «Для небольшого села Толба это огромное количество людей. Но здесь были не только сельчане, приехали и верующие из Нижнего Новгорода, несмотря на июльскую жару было много молодежи и детей».
Первая Божественная литургия в восстанавливаемом храме была совершена 26 августа 2010 года. К этому времени уже была выполнена первоначальная смета строительных работ, по предварительным расчётом на восстановление храма потребуется не менее 3 лет.
8 ноября, в престольный праздник, служба проходила в молельном доме, выкупленном приходом у сельсовета. К этому времени территория храма была полностью расчищена от мусора и начались работы по укреплению фундамента церкви.
Здание церкви было включено в список объектов культурного наследия России приказом департамента охраны историко-культурного наследия Нижнего Новгорода и Нижегородской области №5-ОД от 24.04.2000. Приказ утратил силу приказом №159 от 20.10.2014.